# データ・アプリケーション
株式会社データ・アプリケーション（英名：Data Applications Company, Limited 略称DAL）は、企業間電子商取引（EDI）パッケージソフトウェアの代表的メーカーである。

## 概要
DALは、EDIパッケージソフトウェアメーカーである。
1990年頃より、主にEDIパッケージをリリースしてきている。
主力製品は、エンタープライズデータ連携プラットフォームの「ACMS Apex（エーシーエムエス エッペクス）」と文字コード・フォーマット変換を行うデータ ハンドリング プラットフォーム「RACCOON（ラクーン）」。
DALは、1982年、ディジタルコンピュータ株式会社（現・株式会社ワイ・ディ・シー）の子会社として設立される。当時は、無停止型コンピュータ向けのSI事業をする。
1988年、日本ストラタステクノロジー株式会社製の無停止型コンピュータ上で稼働するソフトウェア「S-GARNET（エスガーネット）」をリリースする。
1992年、UNIX上で稼働するEDIパッケージソフトウェア「ACMS/UX（エーシーエムエス ユーエックス）」（ACMS：Advanced Communication Management Systemの略）をリリース。
1996年、Windows NT上で稼働するEDIパッケージソフトウェア「ACMS/NT（エヌティー）」をリリース。1998年、フォーマット変換用ソフトウェア「AnyTran（エニートラン）」をリリース。
現在は、マルチプラットフォームに対応したEDIパッケージソフトウェア「ACMS E2X（イーツーエックス）」（E2X：Extended Enterprise data eXchangeの略）、「ACMS B2B（ビーツービー）」（B2B：BtoBの略）を開発する。
ACMSシリーズは、無停止型コンピュータ向け開発の経験を活かした「可用性の高さ」が特徴である。2016年、ACMSシリーズの最上位モデルであるエンタープライズ・データ連携基盤「ACMS Apex(エイペックス）」をリリース。

## 沿革
- 1982年9月 ディジタルコンピュータ株式会社（現：株式会社ワイ・ディ・シー）関連会社として千葉県我孫子市に会社設立
- 1983年9月 神奈川県川崎市に本社移転
- 1985年11月 本格的に事業展開を開始（第1事業度開始）
- 1985年12月 東京都千代田区に本社移転
- 1988年3月 無停止型コンピュータ用ネットワークソフトウェア「S-GARNET（エスガーネット）」の販売開始
- 1989年11月 無停止型コンピュータ用集配信ソフトウェア「ACMS（エーシーエムエス）」の販売開始
- 1990年10月 株式会社アイネスが資本参加
- 1990年11月 東京都台東区に本社移転
- 1992年11月 UNIX対応のEDIソフトウェア「ACMS/UX（ユーエックス）」の販売開始
- 1994年10月 東京都中央区日本橋人形町二丁目に本社移転
- 1996年4月 Microsoft Windows NT対応のEDIソフトウェア「ACMS/NT（エヌティー）」の販売開始
- 1996年4月 ドイツSAPのSAP R/3の拡張ソフトウェアに、「ACMS/UX for R3」が国産ソフトウェア第1号として認定を取得
- 1998年7月 フォーマット変換用ソフトウェア「AnyTran（エニートラン）」を販売開始
- 2001年1月 東京都中央区日本橋人形町一丁目に本社移転
- 2002年5月 Java採用のB2Bインテグレーション・ソフトウェアとして「ACMS B2B（ビーツービー）」を販売開始
- 2005年2月 Java採用のEDIクライアント・ソフトウェア「ACMS Lite（ライト）」を販売開始
- 2005年12月 EAI機能を追加し企業内外のシステム連携を可能にしたB2Bインテグレーション・サーバ「ACMS E2X（イーツーエックス）」を販売開始
- 2007年4月 ジャスダック証券取引所に株式を上場
- 2008年4月 会社分割により株式会社ホロンテクノロジーを設立
- 2008年4月 株式会社鹿児島データ・アプリケーションを設立
- 2008年5月 「ACMS E2X」がB2B国際メッセージ標準AS2の相互運用テストに合格。Drummond社のグローバル認定を取得
- 2009年2月 「ACMS E2X」がebXMLアジア相互運用性認定を取得
- 2009年3月 「ACMSシリーズ」がソフトウェアベンダー7社のJX手順対応EDIパッケージと相互接続テストを完了
- 2009年7月 .NET採用のEDIクライアント・ソフトウェア「ACMS Lite Neo（ネオ）」を販売開始
- 2010年4月 大阪証券取引所 JASDAQ（スタンダード）上場
- 2013年9月 エンタープライズWeb-EDIシステム基盤「ACMS WebFramer」販売開始
- 2014年3月 データハンドリングプラットフォーム「RACCOON」販売開始
- 2014年4月 「ACMS E2X」のOFTP2がODETTEとの相互運用認定を取得
- 2015年3月 「ACMS WebFramer流通BMS対応Web-EDIテンプレート」販売開始
- 2016年6月 エンタープライズ・データ連携基盤「ACMS Apex」販売開始
- 2017年4月 子会社・株式会社ホロンテクノロジーを吸収合併
- 2017年4月 「Webアプリケーション構築支援ツール」・「ACMS WebFramer 電子機器業界調達業務向けWeb-EDIテンプレート」販売開始

## 主な製品
- ACMS Apex

エンタープライズ・データ連携プラットフォーム
- ACMS B2B

企業間電子取引（EDI）に特化したB2Bサーバ
- ACMS Lite Neo

中小規模システム向けEDIクライアント・ソフトウェア
- ACMS WebFramer

エンタープライズ型Web-EDIシステム基盤
- ACMS/WS

EDIやPOSデータなど店舗、本部間で行うデータ交換用全銀TCP/IP通信ソフトウェア
- RACCOON

データ ハンドリング プラットフォーム
- AnyTran

文字コード・フォーマットを変換するデータ変換ツール